# Zamość Bortatycze
Zamość Bortatycze – stacja kolejowa na terenie wsi Wysokie, w gminie Zamość, w województwie lubelskim, w Polsce.
Nazwa stacji jest nieco myląca, ponieważ nie leży ona na terenie pobliskiej (od północy) wsi Bortatycze, a na terenie Wysokiego, a ściślej pomiędzy tą wsią (od północnego wschodu) a wsiami: Chyża (od południa i południowego wschodu) oraz Siedliska (od zachodu).
Jest to stacja towarowa obsługującą linię LHS. Znajduje się tu zaplecze techniczne kolei, tj. lokomotywownia LHS i lokomotywownia PKP Cargo, ponieważ przebiega tędy również tor normalny, który jest pozostałością po linii nr 83 Zawada – Jarosławiec. Obecnie tor ten jest używany towarowo-technicznie między Zawadą a Zamość-Bortatycze.

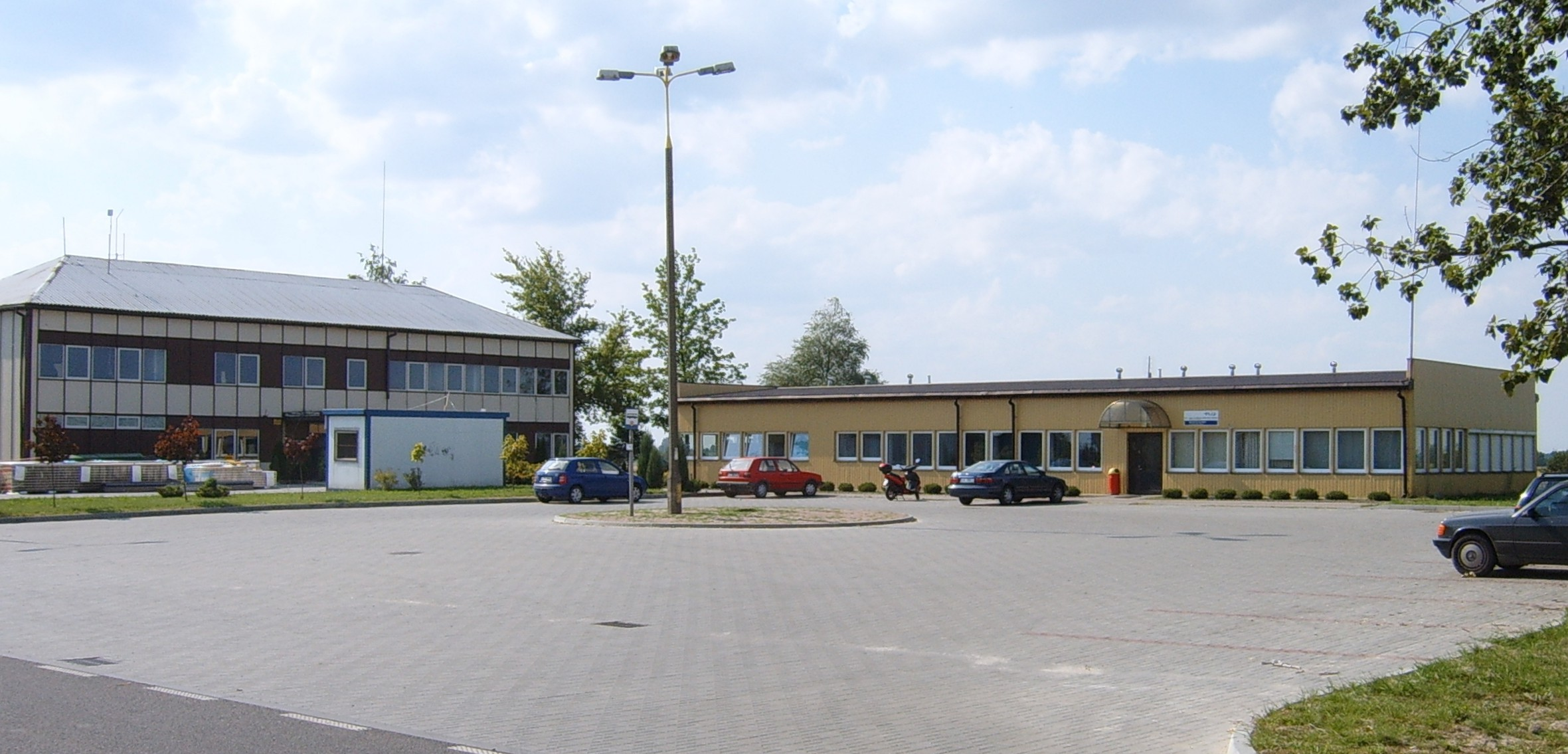
Stacja Zamość Bortatycze